# Catherine Griset
Catherine Griset é uma política francesa eleita membro do Parlamento Europeu em 2019.